# Zdeněk Měšťan
Zdeněk Měšťan (31 de mayo de 1944) es un deportista checoslovaco que compitió en piragüismo en la modalidad de eslalon. Es hermano del también piragüista Ladislav Měšťan.
Ganó seis medallas en el Campeonato Mundial de Piragüismo en Eslalon entre los años 1965 y 1971.

## Palmarés internacional
| Campeonato Mundial | Campeonato Mundial                 | Campeonato Mundial | Campeonato Mundial |
| Año                | Lugar                              | Medalla            | Competición        |
| ------------------ | ---------------------------------- | ------------------ | ------------------ |
| 1965               | Spittal (Austria)                  | Medalla de oro     | C2 por equipos     |
| 1967               | Lipno nad Vltavou (Checoslovaquia) | Medalla de plata   | C2 por equipos     |
| 1967               | Lipno nad Vltavou (Checoslovaquia) | Medalla de bronce  | C2 individual      |
| 1969               | Bourg-Saint-Maurice (Francia)      | Medalla de plata   | C2 individual      |
| 1969               | Bourg-Saint-Maurice (Francia)      | Medalla de plata   | C2 por equipos     |
| 1971               | Merano (Italia)                    | Medalla de bronce  | C2 por equipos     |